# 薩特帕拉溪
薩特帕拉溪（Satpara Stream 或 Satpura Cho）是印度河左岸的一條小支流，位於巴基斯坦吉爾吉特-巴爾蒂斯坦。它發源於代奧塞國家公園東北側，並注入薩特帕拉湖，最終於斯卡杜縣縣治斯卡杜附近注入印度河。